# ديفيد أ. روبنسون
ديفيد أ. روبنسون (بالإنجليزية: David A. Robinson)‏ هو ضابط أمريكي، ولد في 1954 في ونسوكت في الولايات المتحدة.